# Владимирский моторо-тракторный завод
ООО «Владимирский моторо-тракторный завод» (ВМТЗ) — бывший российский тракторостроительный завод в городе Владимире. 
Входил в состав концерна «Тракторные заводы», прекратил функционирование в 2018 году.

## История
Строительство тракторного завода началось в годы Великой Отечественной войны, в соответствии с постановлением Центрального Комитета ВКП(б) и Совета Народных Комиссаров СССР от 28 февраля 1943 года. Местом строительства была выбрана северная окраина города Владимир, район за старой Юрьевской заставой.

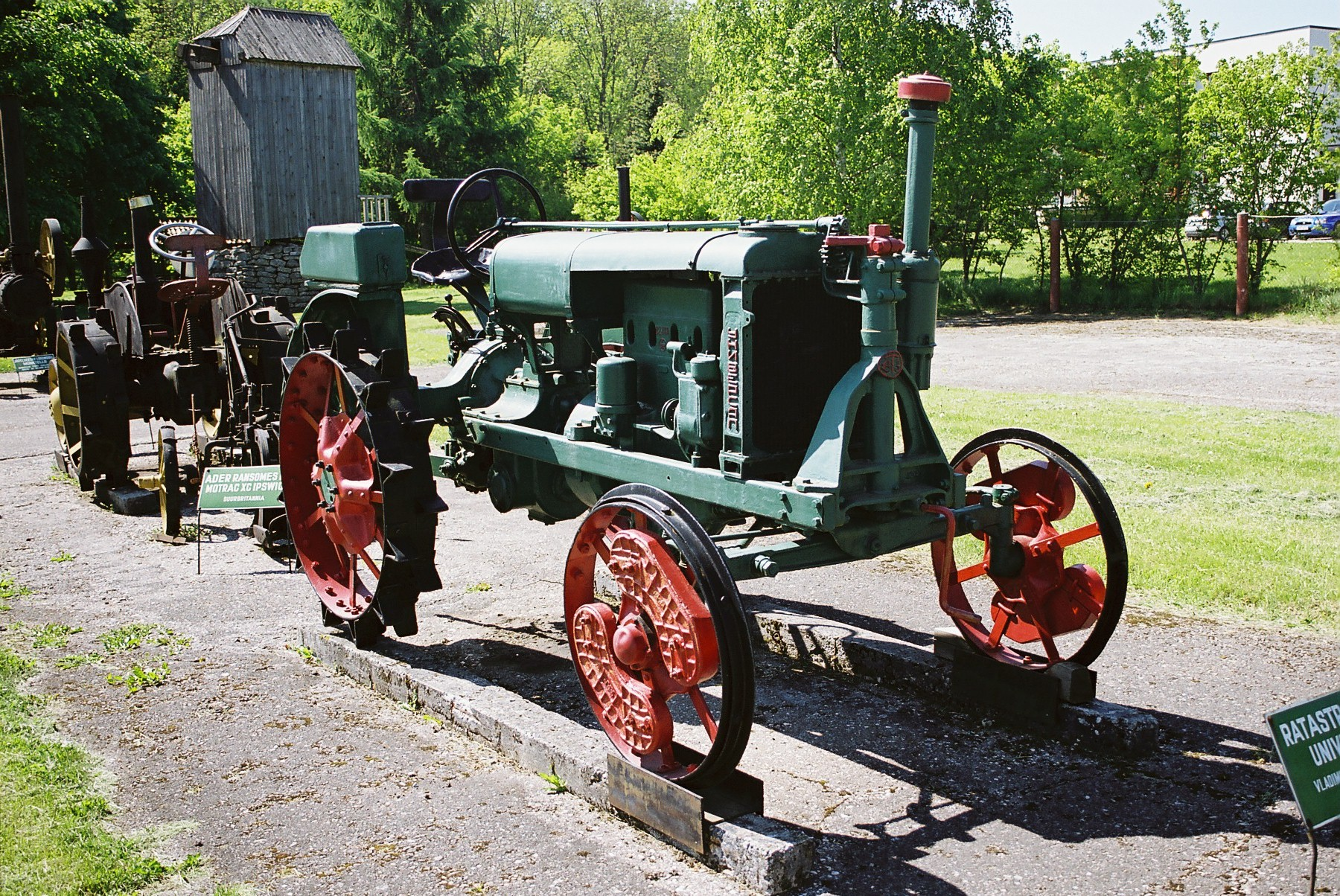
Трактор «Универсал»

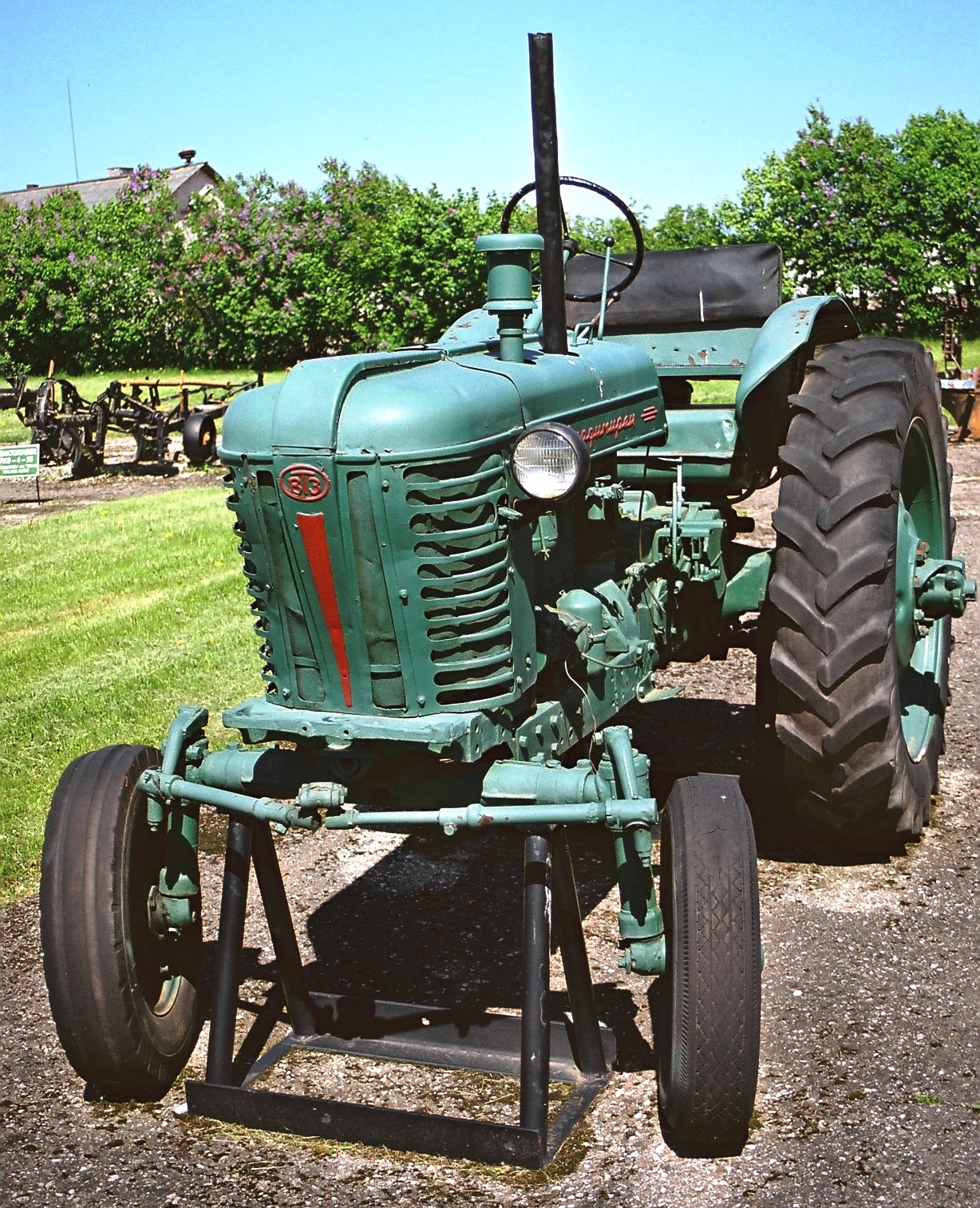
Трактор Т-28

В марте 1944 года с Кировского завода освобождённого Ленинграда прибыли детали трактора «Универсал», к июлю под открытым небом были собраны первые 5 машин. 
Днём рождения Владимирского тракторного завода считается 24 апреля 1945 года — дата ввода в строй его первой очереди. Ко дню открытия завода уже были выпущены первые 500 тракторов, а к 1949 году завод вышел на свою проектную мощность. Для подготовки молодых специалистов 27 марта 1944 года был открыт Тракторный техникум (ныне — Владимирский политехнический колледж).
Завод выпускал колёсные тракторы серий «Универсал» (до 1955 года), ДТ-24, Т-28 («Владимирец»), Т-25, Т-25A, а также садово-огородный инструмент и другую продукцию широкого потребления. 
С 1980-х годов выпускались тракторы для работы в теплицах и плодопитомниках, тротуароуборочные машины.
На заводе велась работа по усовершенствованию конструкции тракторных двигателей. 
В 1959 году завод освоил производство двигателей Д-30 с воздушным охлаждением, в 1962, впервые в советском двигателестроении, началось серийное производство четырёхцилиндровых двигателей Д-37М, позднее освоено производство двигателей Д-21, Д-37Е, Д-120, Д-144, Д-145Т и др. В 1977 году группе работников предприятия за разработку конструкций ряда универсальных дизелей с воздушным охлаждением и организацию поточно-массового производства присвоено звание лауреатов Государственной премии СССР.
30 апреля 1981 года в ходе земляных работ при подготовке площадки для строительства механосборочного цеха Владимирского тракторного завода на правом берегу реки Рпень была обнаружена стоянка первобытного человека эпохи палеолита, названная Русанихой. В культурном слое стоянки найдено большое количество каменных орудий труда, схожих с теми, что были найдены на стоянке Сунгирь, расположенной в 8 километрах к востоку от Русанихи.
В 1948 году предприятие выпустило 10 000-й трактор, а в 1988 году — миллионный. Продукция завода экспортировалась в более чем 60 стран мира.
Завод с сентября 1948 года по 1989 год носил имя А. А. Жданова. 
В июне 2003 года Владимирский тракторный завод был переименован во Владимирский моторо-тракторный завод (ВМТЗ). С 2005 года входит в концерн «Тракторные заводы». 
Филиалом ВМТЗ являлся агрегатный завод в посёлке Никологоры, в состав производственного объединения «Владимирский тракторный завод» ранее также входили агрегатный завод в посёлке Колокша, Владимирский механосборочный завод и завод специнструмента и технологической оснастки (ВЗИТО).
В 2012 году на производственных площадях ВМТЗ в партнёрстве с финской компанией Sampo-Rosenlew выпускались зерноуборочные комбайны серии «Агромаш 5000»; всего произведено 12 единиц, которые были отправлены в Татарстан.

### Банкротство
Осенью 2017 года активы концерна «Тракторные заводы» были переданы государственной корпорации Ростех, представители которого зафиксировали крайне тяжёлое положение Владимирского моторо-тракторного завода: «Из-за долгов остановлено производство, имеет место неэффективное использование площадей в течение продолжительного времени, на предприятии числится порядка 400 сотрудников, при этом выработка крайне низкая». 30 ноября 2017 года рабочие ВМТЗ были трудоустроены переводом в чебоксарский «Промтрактор» и выведены в простой. 20 июля 2018 года весь штат завода в 300 сотрудников был сокращён. Производственные площади и оборудование сильно обветшало, часть корпусов пустовали и разрушались.
В августе 2019 «Владимирский моторо-тракторный завод» признали банкротом.
В сентябре 2019 имущество завода за 153 млн рублей было выкуплено ООО «Тягачиактив». Делегация, во главе с губернатором Владимирской области Владимиром Сипягиным, осмотрела разваленные корпуса некогда мощного предприятия. Участники встречи обсудили перспективы использования производственной площадки. Руководитель региона потребовал от инвестора представить концепцию развития данного завода. В диалоге также участвовали представители обанкротившегося концерна «Тракторные заводы», который должен помочь восстановить его деятельность. Правительство страны, в свою очередь, «проводит комплексную работу по разрешению ситуации, сложившейся на тракторном заводе». Сипягин заявил следующее: «Мы держим ситуацию на ВМТЗ на контроле. Главная задача — не допустить, чтобы находящиеся в центре Владимира площади были заброшены, найти им достойное применение».
В 2022-2024 году снесены почти все корпуса завода.В ноябре 2024 года появилась информация о начале строительства на месте ВМТЗ жилого микрорайона. 

## Достижения
- Орден Трудового Красного Знамени (1966)[1]
- Международная премия «Золотой Меркурий» (1980).
- Орден Октябрьской Революции (1976).
- Трактор Т-25А — лучшая машина в отрасли (1977).
- Работники ВТЗ за успехи в работе награждались орденами, медалями, почётными званиями[13].